# Jon Riley
Jon Riley (en irlandés: Seán Pádraic Ó Raghallaigh), conegut també com a John O'Riley (Clidfen, Irlanda, 1805 - Veracruz, 1850) va ser un militar d'origen irlandès que es va unir a les forces armades mexicanes i que va lluitar defensant Mèxic durant la Guerra d'Intervenció Nord-Americana.
Riley, oriünd d'Irlanda, va emigrar als Estats Units, on es va integrar a l'exèrcit aconseguint el grau de tinent. Sota el comandament de la companyia K del Cinquè Regiment d'Infanteria dels Estats Units, va desertar abans del començament de la Intervenció Nord-americana a Mèxic, probablement per les polítiques restrictives amb els catòlics, i es va integrar a les forces armades de Mèxic. Riley i un altre irlandès, Patrick Dalton, van formar el Batalló de Sant Patrici, sota el comandament del primer. S'hi van integrar 800 soldats, la majoria emigrants irlandesos. Van lluitar en la batalla de Monterrey, en la batalla de Cerro Gordo i foren capturats en la batalla de Churubusco (en defensa de la ciutat de Mèxic). Atès que havia desertat de l'exèrcit nord-americà abans del començament de la guerra, no va ser executat en la cort marcial, tan bon punt els nord-americans van prendre la capital. El consell de guerra el va condemnar a treballs forçats, i a ser marcat amb la "D" de desertor.

Robert Ryal Miller, autor del llibre "Shamrock and Sword" va descobrir el certificat de defunció de Riley, que diu: 
 A la H. [Heroica] ciutat de Veracruz, el 31 d'agost de 1850, jo, Dom José Ignacio Jiménez, cura de la parròquia de l'Assumpció de la Nostra Senyora, enterro Juan Reley, de 45 anys, natural d'Irlanda, solter, parents desconeguts, murió de resultas de embriaguez, sin sacramentos, y lo firmé. [rúbrica]
.
Riley va néixer a Clidfen, Connemara, al comtat de Galway. En honor seu, i dels membres del Batalló de Sant Patrici, la bandera de Mèxic oneja al centre de la ciutat de Clifden.